# Kurtus
Kurtus is een geslacht van straalvinnige vissen uit de familie van kambaarzen (Kurtidae).

## Soorten
- Kurtus gulliveri Castelnau, 1878
- Kurtus indicus Bloch, 1786